# راندي ووكر
راندي ووكر (بالإنجليزية: Randy Walker)‏ هو لاعب كرة قدم أمريكية أمريكي، ولد في 29 أغسطس 1951 في شريفبورت في الولايات المتحدة.

## وصلات خارجية
- راندي ووكر على موقع مرجع كرة القدم المحترفة.كوم (الإنجليزية)